# Ислам в Алжире
Ислам в Алжире является государственной религией. Ислам исповедует 98,2 % населения этой страны. 2,2 % мусульман всего мира проживает в Алжире.

## История

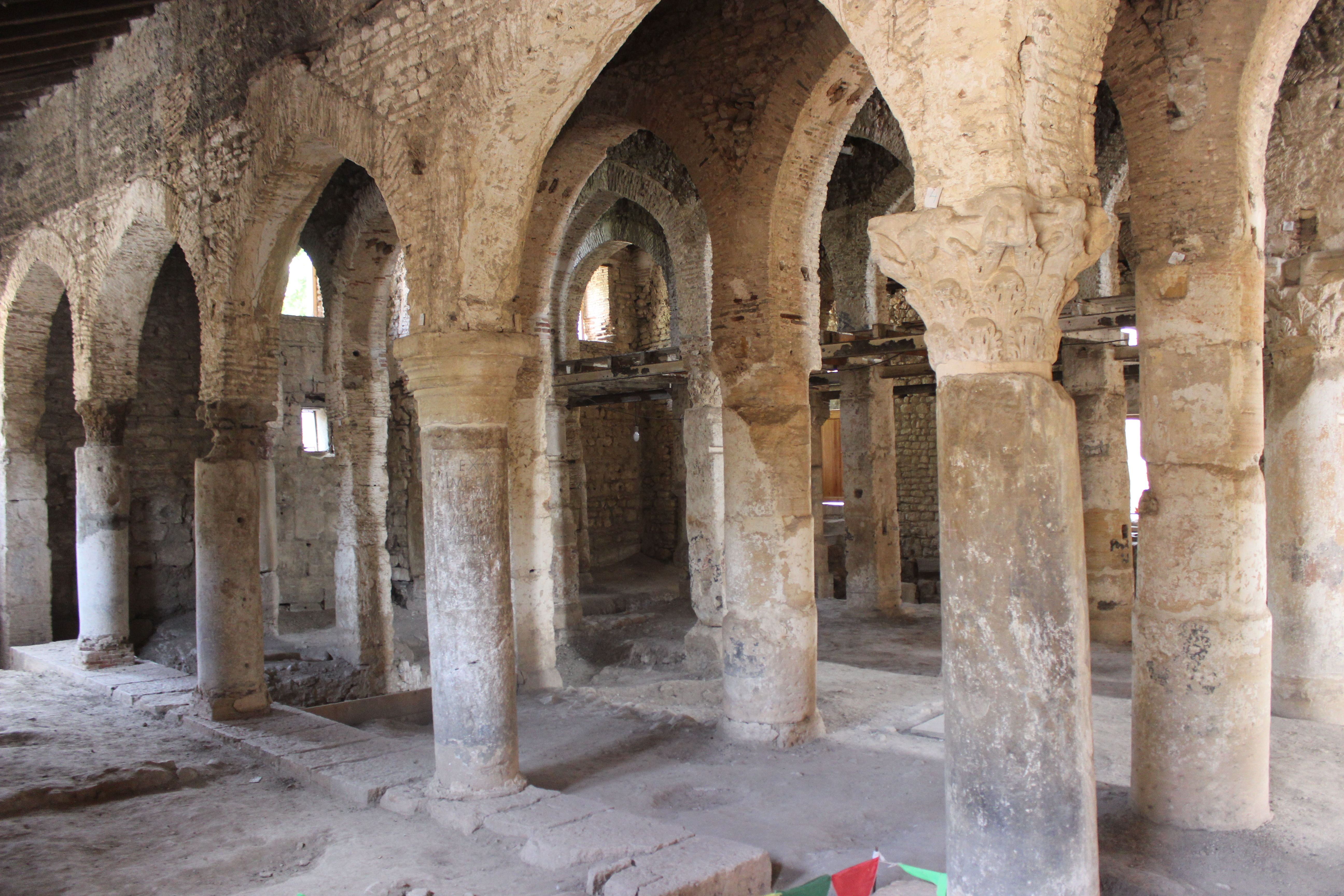
Мечеть Сиди Ганем, самая старая в Алжире

Ислам появился в Алжире во время арабского завоевания Северной Африки в VII веке. После этого ислам быстро распространился по большей части территории Алжира, хотя христианские и языческие общины сохранялись ещё вплоть до времени правления Альморавидов. В конце VIII века большинство Алжира управлялось рустамидами, которые принадлежали к секте ибадитов. В 909 году гони были разгромлены шиитской династией фатимидов и бежали в долину Мзаб в Сахаре где и сейчас их потомки в большинстве своем остаются ибадидами. Доктрина фатимидских исмаилитов оставалась непопулярной в Магрибе, поэтому после ухода фатимидов эти территории продолжили исповедовать ислам суннитского толка. Только туареги в южном Алжире приняли ислам лишь в XV веке. В Алжире распространился маликитский мазхаб который приняли большинство населения страны, к ханафитскому масхабу относятся лишь потомки турок переселившихся в Алжир во времена османского владычества. В 1830 году французы завоевали Алжир. Их вторжение вызвало сопротивление, часто носившее религиозный характер. В это время важную роль стали играть суфийские братства — тарикаты. В период французского колониального правления колониальная администрация всячески препятствовала распространению ислама из-за того, что опасалась консолидации борцов за независимость страны под знаменем религиозной борьбы с иноверцами. По закону Франции мусульмане не могли проводить публичные собрания и носить огнестрельное оружие. Отсутствие мусульманского образования привело к ослаблению традиционного течения ислама и появлению религиозной ереси основанных на суевериях. Мусульманский проповедник Бен Бадис в 1931 году создал Ассоциацию алжирских мусульманских улемов с целью очистить ислам от суеверий и фетишизма. Ислам играл важную роль в освободительной борьбе алжирского народа. После обретения независимости Алжиром ислам стал государственной религией этой страны.

## Современное положение

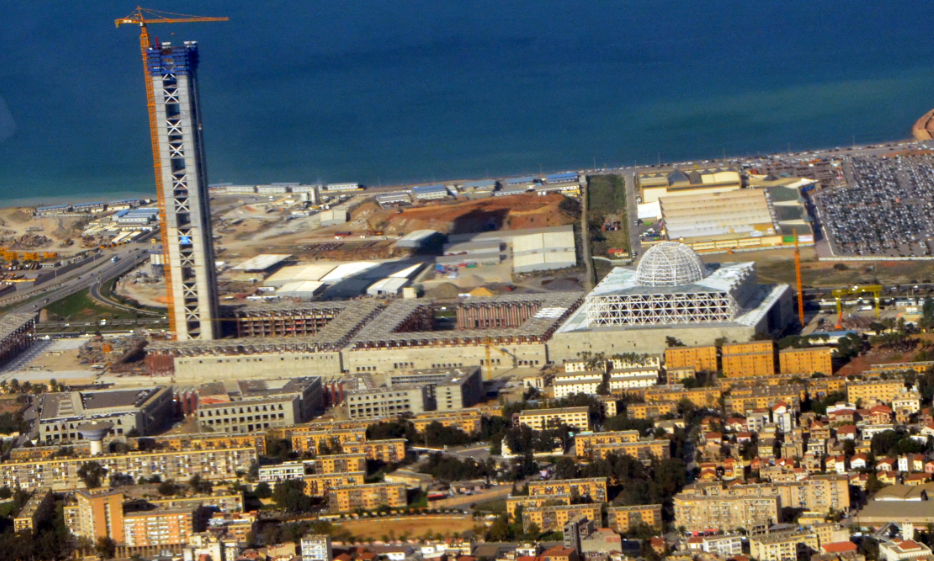
Строящаяся мечеть Джамаа эль-Джазаир, самая большая в Алжире

В Алжире проживает 34,780,000 мусульман, что составляет 98,2 % населения страны. Большая часть мусульман в Алжире сунниты маликитского мазхаба, также в стране есть представители ханафитского мазхаба, в основном потомки турок. В Кабилии есть небольшое число шиитов, а в долине Мзаб живёт несколько общин ибадидов. Суфийские братства хоть распространены меньше чем в XIX веке все ещё имеют значительное влияние. Ислам в Алжире является государственной религией и регулирует практически все сферы жизни граждан. Существует закон, предусматривающий наказание каждого, кто призывает мусульманина отречься от ислама и принять другую религию. У алжирцев есть традиция мусульманская святых покровителей. Сиди Абдеррахман, святой покровитель Алжира, пожалуй, самый известный из них.